# كرايغ أوينز (مغني)
كرايغ أوينز (بالإنجليزية: Craig Owens)‏ هو مغني أمريكي، ولد في 26 أغسطس 1984 في دافيسون في الولايات المتحدة.

## وصلات خارجية
- كرايغ أوينز على موقع ميوزك برينز (الإنجليزية)
- كرايغ أوينز على موقع ديسكوغز (الإنجليزية)